# Ólga Papasarándou
Ólga Papasarándou (en grec : Όλγα Παπασαράντου (Ólga Papasarándou)) (née à Roïnó en 1904 et morte à Athènes, le 19 août 1996) est une moniale, infirmière et missionnaire grecque orthodoxe qui suit une carrière missionnaire au Katanga, en République démocratique du Congo (RDC). 
Parfois surnommée la « Mère Teresa orthodoxe », elle est l'une des premières missionnaires orthodoxes modernes. Elle participe largement à la fondation de la communauté orthodoxe de République démocratique du Congo et aux missions du patriarcat d'Alexandrie. Enterrée dans un monastère de Mégare, ses restes sont transférés à Kananga en 2005, à la demande des orthodoxes locaux.

## Biographie
Elle naît à Roïnó, en Grèce en 1904. Ses parents sont de pieux orthodoxes mais elle devient orpheline de mère rapidement et doit se substituer à elle pour les tâches ménagères. Elle abandonne ainsi l'école rapidement, et à l'âge de 15 ans, débarque au Pirée, pour aider son frère.
En 1939, lorsque son oncle Ioannis Papasarándos est élu métropolite d'Argolide, elle le suit à Nauplie et apprend avec lui à vivre une vie ascétique. Il aurait préféré distribuer la nourriture restante aux pauvres et cela l'aurait inspirée. Après sa mort, elle retourne à Athènes, pour s'occuper de son père âgé et malade, qui est devenu aveugle, jusqu'à sa mort. 
Elle s'engage en 1945 dans l'infirmerie et exerce à l'hôpital athénien saint Sabbas le Sanctifié, spécialisé dans l'oncologie. Papasarándou commence comme assistante mais gravit progressivement les échelons hospitaliers pour devenir infirmière responsable du bloc opératoire. Elle sert dans cette institution pendant vingt-cinq ans, jusqu'en 1970.
En 1970, elle est invitée par son oncle,, l'archimandrite Chrysostome Papasarandopoulos, à le rejoindre au Kananga, où il vient de fonder la première communauté orthodoxe. Après des hésitations et des prières, elle décide d'accepter et le rejoint. Dans ses notes, son oncle la décrit comme « Sœur Olga : Ascète - Missionnaire ». Elle l'aide à organiser les premiers fidèles, et l'accompagne jusqu'à sa mort, en 1972. Elle est alors la seule religieuse orthodoxe en République démocratique du Congo, et se décide à ne pas abandonner la communauté locale. Elle choisit alors de retourner en Grèce pour recruter un prêtre qui l'accompagnerait de retour au Katanga. C'est ainsi qu'elle trouve le père Chariton Pnevmatitakis à Patras et le convainc de la suivre pour poursuivre la mission,. Celui-ci décrit l'interaction et Papasarándou de la sorte :

« Dieu l’a utilisée comme un instrument de Sa volonté, pour transmettre l’appel et l’invitation à me rendre à Kananga. En 1973, lorsque j’y suis arrivé et ai été confronté à de nombreux problèmes et difficultés, la sœur Olga fut la première à se précipiter pour aider et soutenir l’œuvre missionnaire. »

Elle rentre à Athènes pour une opération chirurgicale, après s'être fracturée la jambe en 1995, à l'âge de 89 ans. Elle meurt à Athènes l'année suivante, le 19 août 1996. Ólga Papasarándou est ensuite enterrée au monastère saint Jean le Baptiste de Mégare. 

## Postérité
Ses restes sont transférés à Kananga en 2005, après demande des orthodoxes locaux. En août 2017, l'Église orthodoxe de Grèce, une association missionnaire et l'État grec s'associent pour ériger un buste d'Ólga Papasarándou sur la place centrale de son village de naissance, Roïnó,.
En 2012 et 2019, Théodore II d'Alexandrie visite sa tombe,. Elle est parfois appelée la « Mère Teresa orthodoxe ». En 2023, dans le cadre de la commémoration des fondateurs de l'Église orthodoxe du Congo, un disciple de Chariton Pnevmatitakis la décrit comme une « diaconesse aux mains percées » et la compare aux myrophores,. 
Elle et ses collaborateurs sont généralement considérés comme figurant parmi les premiers missionnaires orthodoxes de l'époque contemporaine, particulièrement en Afrique subsaharienne.